# Silverdale-skatten
Silverdale-skatten er et depotfund af over 200 sølvsmykker og mønter, der blev fundet ved Silverdale i Lancashire i England i september 2011. Genstandene blev nedlagt samlet i og under en blybeholder, begravet omkring 41 cm under jorden og fundet med metaldetektor på en mark. Den er dateret til omkring år 900-910 e.Kr., hvor der var konflikter med angelsaksere og danske bosættere i Nordengland. Fundet er en af de største vikingskatte i Storbritannien. Den blev købt af Lancashire Museums Service og er udstillet på Lancaster City Museum og Museum of Lancashire i Preston. Skatten er særlig kendt for mønter, der var slået af hidtil ukendte vikingeherskere.